# Фурманов, Александр Григорьевич
Александр Григорьевич Фурманов (род. 5 июня 1934 года в г. Саки, Евпаторийского района, Крымской области) — советский, украинский и белорусский педагог, профессор кафедры спортивных игр Белорусского государственного университета физической культуры, доктор педагогических наук.

## Биография
В 1953 году окончил среднюю школу № 4 г. Мелитополя Запорожской области.
В период с 1954 по 1958 годы студент Крымского государственного педагогического института им. М. Ф. Фрунзе по специальности «Физическое воспитание, анатомия и физиология человека».
В период с 1958 по 1969 годы преподаватель, старший преподаватель, заведующий кафедрой физического воспитания Запорожского государственного педагогического института.
1968 аспирант Всесоюзного научно-исследовательского института физической культуры (Москва).
В 1969 году стал первый деканом факультета физического воспитания Запорожского государственного педагогического института.
В 1971 году присуждена учёная степень кандидата педагогических наук.
В период с 1971 по 1973 и с 1977 по 1986 годы доцент кафедры спортивных игр Белорусского государственного института физической культуры.
С 1973 по 1977 годы заведующий кафедрой спортивных игр Белорусского государственного института физической культуры.
В 1973 году присвоено учёное звание «доцент».
С 1986 года заведующий кафедрой производственной физической культуры и рекреации Белорусского государственного института физической культуры.
В 1989 году присвоено учёное звание «профессор».
В 1992 году присуждена учёная степень «доктор педагогических наук».
В 1995 году профессор кафедры массовой физической культуры и специальной подготовки Белорусской государственной академии физической культуры.
В период с 1995 по 1996 годы заведующий кафедрой физической культуры и спорта, проректор по научной работе и зарубежным связям Белорусского негосударственного института управления.
В 1997 году ректор Белорусского негосударственного института туризма и здоровья «БАВИЛ».
С 1998 года профессор кафедры теории и методики физической культуры, оздоровительно-профилактической работы БГПУ им. Максима Танка.
В 2000 году декан факультета оздоровительной физической культуры и туризма Белорусской государственной академии физической культуры.
В период с 2001по 2008 годы начальник Центра развития физкультурного образования Белорусского государственного университета физической культуры.
С 2008 года проректор по научной работе Института туризма Белорусского государственного университета физической культуры.
С 2011 года заведующий кафедрой технологий в туристической индустрии Института туризма Белорусского государственного университета физической культуры.

## Научно-методическая работа
С 1972 года председатель методического Совета по производственной гимнастике при Белорусском совете профсоюзов.
С 2000 года член учёного Совета Белорусского государственного университета физической культуры.
С 2001 года член Совета по защите докторских диссертаций Д.23 01 01.
С 2001 года руководитель научно-педагогической школы «Опыт и современные технологии в развитии оздоровительной физической культуры, спортивных игр и туризма».
С 2002 года академик Белорусской инженерной академии.
С 2003 года член Президиума Совета учебно-методического объединения высших учебных заведений Республики Беларусь по образованию в области физической культуры.
С 2003 года председатель научно-методического Совета по группе специальностей 88 01 «Физическая культура» УМО высших учебных заведений Республики Беларусь по образованию в области физической культуры.
2009 года академик Украинской академии экономической кибернетики.
Автор 444 работ, в их числе: 2 учебника, 9 монографий, 13 учебных пособий, 29 пособий, 7 учебных программ, 22 методические рекомендации, сотни научных статей, тезисов и других публикаций.
Разработчик первого Закона Республики Беларусь «О физической культуре и спорте» (1993 г.), Государственной программы развития физической культуры, спорта и туризма (1997—2001 гг.), Образовательного стандарта Республики Беларусь "Высшее образование. Специальность П.02.02.00 (2001 г.), Концепции развития высшего физкультурного образования в Республики Беларусь на 2002—2005 годы.

## Спортивная и тренерская карьера
В период с 1951 по 1953 годы член сборных школьников Запорожской области и Украины.
С 1959 года председатель спортивного клуба Запорожского государственного педагогического института, председатель Запорожской областной федерации волейбола.
В 1960 году тренер женской команды ДСО «Буревестник» (г. Запорожье), занявшей первое место в первенстве УССР по волейболу среди команд второй группы.
В 1963 году присвоено звание «Судья по спорту республиканской категории».
В 1968 году член комплексной научной группы по волейболу при женской и мужской сборных СССР, ставших чемпионами XIX Олимпийских игр.
В 1972 году тренер женской команды БГОИФК, занявшей первое место в соревнованиях по волейболу в программе XV Республиканской спартакиады студентов.
В период с 1973 по 1982 годы председатель Тренерского совета Белорусской республиканской федерации волейбола
С 1973 года руководитель комплексной научной группы при женской и мужской сборных БССР по волейболу.
В 1988 году присвоено звание «Заслуженный тренер Белорусской ССР»

## Награждения
В период с 1960 по 1967 годы неоднократно награждён грамотами Совета Союза спортивных обществ и организаций Украинской ССР, Украинского республиканского Совета СДСО «Буревестник».
В 1969 году награждён Комитетом по физической культуре и спорту при Совете Министров СССР «За большую работу по оказанию практической помощи в подготовке сборных СССР по волейболу к XIX Олимпийским играм».
В 1970 году награждён грамотой Комитета по физической культуре и спорта при Свете Министров Украинской ССР.
В 1971, 1984 и 1994 годах награждён Почётными грамотами Комитета по физической культуре и спорту при Совете Министров Белорусской ССР и Почётной грамотой Государственного комитета Республики Беларусь по физической культуре и спорту.
В 1974 году награждён грамотой Белорусского республиканского совета СДСО «Буревестник».
В 1988 году награждён Почётной грамотой Белорусского республиканского совета профсоюзов.
В 1999, 2001 и 2007 годах награждён Почётной грамотой Министерства спорта и туризма Республики Беларусь.
В 1966 году награждён юбилейной медалью ЦС «Буревестник» «За активную работу».
В 1967 году награждён Президиумом Всесоюзного Совета добровольных спортивных обществ профсоюзов знаком «Активист ДСО профсоюзов»
В 1988 и 1989 годах награждён Главным комитетом ВДНХ СССР за достигнутые успехи в развитии народного хозяйства СССР серебряной медалью (удостоверения № 22384 и № 35252).
В 1989 году награждён Государственным комитетом СССР по физической культуре и спорту значком «Отличник физической культуры и спорта».
В 1991 году награждён медалью «Ветеран труда».
В 1994 году награждён Государственным комитетом Республики Беларусь по физической культуре и спорту Почётным знаком «За развитие физической культуры и спорта в Республике Беларусь».
1994 году награждён Комитетом по физической культуре и спорту при Совете Министров БССР памятной медалью «За активность и долголетие».
В 2004 году награждён Министерством образования Республики Беларусь нагрудным знаком «Отличник образования Республики Беларусь».
В 2011 году награждён Общественным объединением «Солдаты особого риска» медалью «20 лет закрытия Семипалатинского ядерного полигона» за вклад в решение проблемы экологической безопасности.

## Научно-исследовательская деятельность
В период с 1973 по 1989 годы руководитель НИР, направленной на оздоровление рабочих и инженерно-технических работников ПО «Красный Октябрь», ПО «Термопласт», ПО «Часовой завод», ПО «Горизонт», ПО «Моторный завод», ПО «МПОИД», ПО «Строймаш», Минского завода металлоконструкций
В 1979 году руководитель НИР, направленной на обоснование подготовки юных волейболистов.
В 1980 году руководитель НИР, направленной на совершенствование системы подготовки игроков мужской сборной БССР по волейболу к VII Спартакиаде народов СССР.
В 1984 году руководитель НИР, направленной на разработку показателей и методов повышения эффективности системы повышения квалификации в сфере физкультуры и спорта.
С 1989 по 1990 годы руководитель НИР, направленной на повышение физического развития и физической подготовленности населения Лепельского района.
В 1992 году руководитель НИР, направленной на изучение состояния здоровья и физической подготовленности работников Минского УПО инвалидов по зрению.
В 2000 году руководитель НИР, направленной на разработку и внедрение новых образовательных технологий по формированию здорового образа жизни детей, пострадавших от катастрофы на Чернобыльской АЭС.
В 2000 году руководитель НИР, направленной на разработку научно-методических основ мониторинга здоровья студентов и формирования их здорового образа жизни.
В 2002 году руководитель НИР, направленной на разработку кадастра экологически безопасных туристских маршрутов для населения, проживающего на загрязнённых радионуклидами территориях Республики Беларусь.
В 2004 году руководитель НИР, направленной на формирование физического здоровья детей и молодёжи, проживающих на территориях радионуклидного загрязнения.
В 2006 году руководитель НИР, направленной на формирование физического здоровья и основ здорового образа жизни учащихся Лунинецкого района (проект ЮНИСЕФ).
В 2011 году руководитель НИР, направленной на формирование конкурентоспособной системы непрерывного образования специалистов сферы туризма, гостеприимства, рекреации и экскурсоведения.

## Изобретательская деятельность
В 1970 году Комитетом по делам изобретений и открытий при Совете Министров СССР вручено авторское свидетельство № 276555 на изобретение прибора для определения быстроты реакции и начальной скорости спортсмена.
В 1976 году Комитетом по делам изобретений и открытий при Совете Министров СССР вручено авторское свидетельство № 549156 на изобретение устройства для тренировки волейболистов.
В 1978 году Госкомитетом Совета Министров СССР по делам открытий и изобретений вручено авторское свидетельство № 636000 на изобретение тренажёра для совершенствования техники владения мячом.

## Научные интересы
Спортивная тренировка; оздоровительная физическая культура; туристская деятельность; здоровый образ жизни; физическая рекреация.